# Cantopop
Cantopop (粵語流行曲, em chinês) é um termo coloquial para "música popular cantonesa". Também é referido como HK-pop, forma curta de "música popular de Hong Kong". É categorizado como um sub-gênero do C-pop, a música popular chinesa.                                                                                                                  Cantopop tira sua influência não apenas de outras formas de música chinesa, mas também de uma ampla variedade de estilos internacionais, como Jazz, Rock 'n' roll, Rhythm and blues, Música eletrônica, música pop ocidental. As canções de Cantopop são quase sempre cantadas em cantonês. Com uma base de fãs internacionais, especialmente nos países do Sudeste Asiático, como Malásia e Cingapura , e na província de Guangdong, na China continental, Hong Kong continua sendo o centro do gênero.

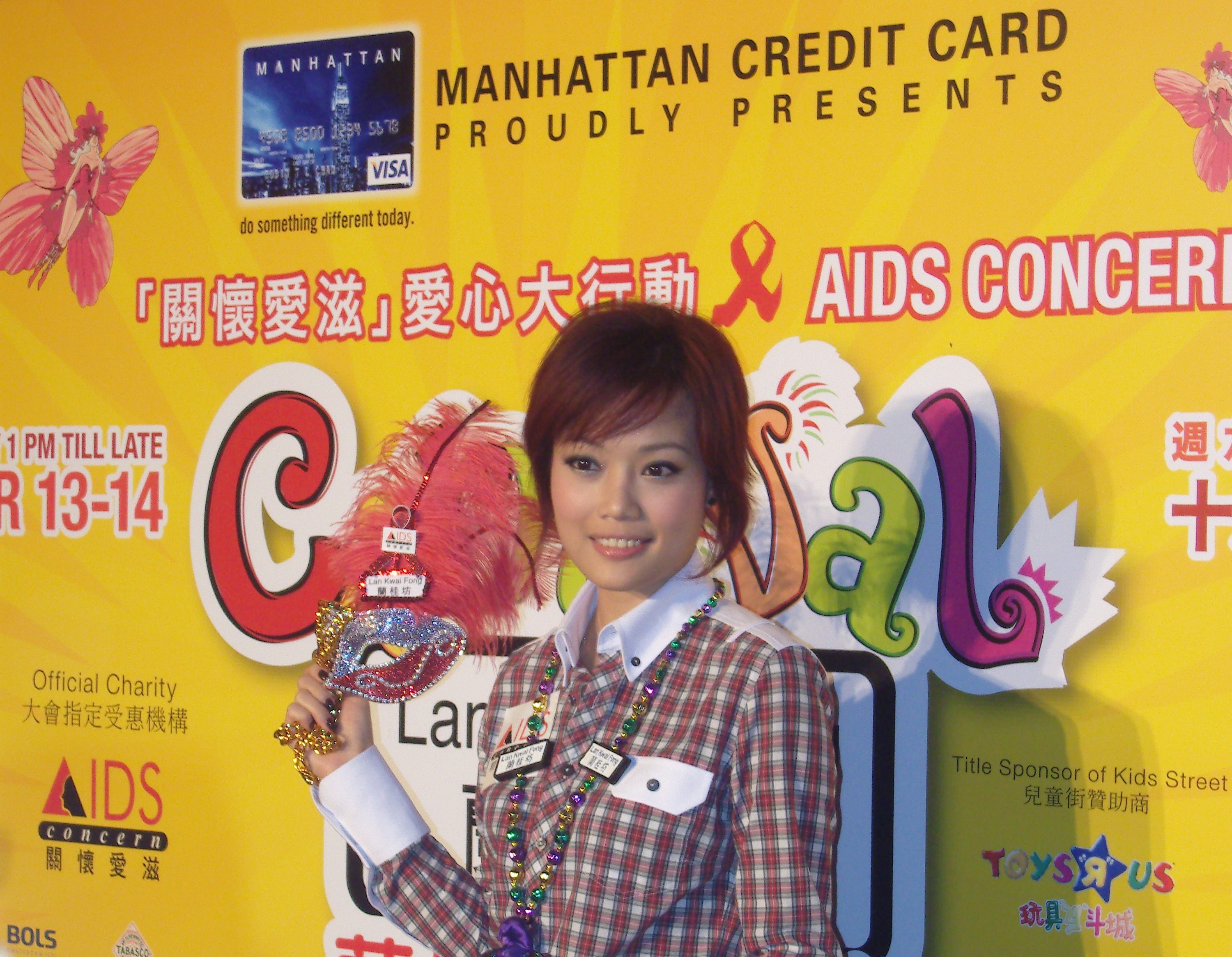
Joey Yung, uma das mais populares cantoras de cantopop da atualidade.

## Artistas

### Homens
- Aaron Kwok
- Andy Lau
- Edison Chen
- Jackie Chan
- Jacky Cheung
- James Wong
- Jason Chan
- Leon Lai
- Leslie Cheung
- Nicholas Tse
- Tony Leung
- Wakin Chau

### Mulheres
- Anita Mui
- Cecilia Cheung
- Coco Lee
- Faye Wong
- Gigi Leung
- Joey Yung
- Karen Mok
- Kelly Chen
- Sammi Cheng
- Teresa Teng

### Grupos
- Beyond
- Twins
- Mirror